# Scotch & Soda
Scotch & Soda è un marchio di moda olandese specializzato in abbigliamento da uomo, donna e bambino, nonché in denim, scarpe, accessori e fragranze. L'azienda è stata fondata ad Amsterdam nel 1985 ed è ora attiva in tutto il mondo con oltre 7000 negozi.

## Storia
Scotch & Soda è stata fondata nel 1985 dall'allora 24enne imprenditore olandese Laurent Hompes. L'azienda ha iniziato come marchio all'ingrosso di abbigliamento maschile nei Paesi Bassi e si è concentrato su giacche sportive dai colori vivaci.
Nel 2000, Eric Bijlsma, Joep Krouwels e Patrick Munsters hanno rilevato il marchio e il rilancio è seguito un anno dopo. Nel 2008 sono stati aperti due negozi ad Amsterdam e Utrecht per avviare l'attività di vendita al dettaglio. È stata lanciata anche una nuova collezione da bambino, seguita dalla collezione da donna nel 2009 dopo che i negozi hanno osservato le donne che acquistavano da sole pezzi della collezione maschile. Nel 2010 l'azienda ha presentato la sua serie denim premium Amsterdams Blauw, la firma fragranza unisex BARFLY e infine nel 2011 la collezione per ragazze.
Nel 2010, l'azienda ha aperto il suo flagship store statunitense a SoHo, New York, come primo negozio internazionale. Ha attirato l'attenzione di Michael Kramer, che ha acquistato il marchio con la sua società Sun Capital Partners.
Dopo questa acquisizione nel 2011 e l'inizio di Dirk-Jan Stoppelenburg come CEO nel 2015, l'azienda si è concentrata sull'espansione internazionale, iniziata nel 2012 con due nuovi negozi a Londra. Sotto la guida di Stoppelenburg, l'azienda ha adottato una strategia omnicanale e si è espansa nei Paesi Bassi, in Germania, nel Regno Unito e negli Stati Uniti. Nel 2019 sono state lanciate le scarpe per donna e uomo e la seconda fragranza SCOTCH & SODA.
Nel settembre 2019, Dirk-Jan Stoppelenburg ha rassegnato le dimissioni dalla carica di amministratore delegato della società e ha assunto la carica di presidente del consiglio di sorveglianza. Nello stesso mese, Frederick Lukoff, che in precedenza era presidente del marchio di moda di lusso Stella McCartney, è diventato CEO.
Nel 2020, il marchio ha lanciato occhiali da sole e occhiali per uomo e donna e il suo terzo profumo, island water.